# 루이스 모델
루이스 조엘 모델(영어: Louis Joel Mordell, 1888년 1월 28일 ~ 1972년 3월 12일)은 미국 태생의 영국 수학자다. 수론에 공헌하였다.

## 생애
미국 필라델피아에서 태어났다. 케임브리지 대학교 세인트존스 칼리지(St John's College)에 1906년 입학하였다. 졸업 뒤 1913년 버크벡 대학교(Birkbeck, 오늘날 런던 대학교의 일부)의 교수가 되었다. 1920년 맨체스터 대학교의 조교가 되었고, 1923년 정교수가 되었다. 1929년 영국 시민권을 취득하였다.
1945년 케임브리지 대학교 새들러 순수 수학 석좌 교수(Sadleirian Professor of Pure Mathematics)가 되었다. 1972년 사망하였다.

## 참고 문헌
1. 1 2 3  . doi:10.1098/rsbm.1973.0018. |제목=이(가) 없거나 비었음 (도움말)